# 林黛玉 (妓女)

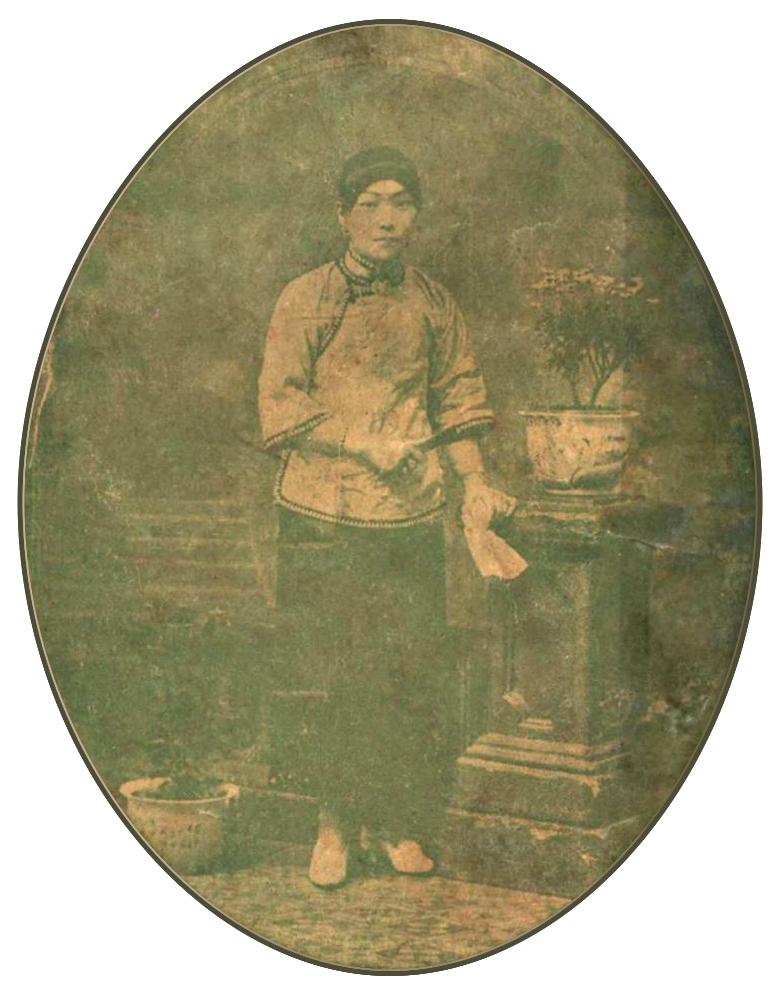
林黛玉

林黛玉（1864年—1924年)，原名陆金宝，江苏青浦练塘人。中國妓女，京剧、梆子腔女演员，是清朝末年上海妓女界的「四大金刚」之一。

## 生平
林黛玉早年丧父，随母來到上海。十三岁時被卖到妓院，並學習歌舞戏曲，同時取名林黛玉。光绪二十五年（1899年），林黛玉嫁到南潯，不久又逃到上海，之後又前往北京、天津。光绪二十六年（1900年），八国联军攻入北京，林黛玉南逃到汉口，不久又返回上海。光绪三十四年（1908年）起經常演戲，常演剧目有《拾玉》、《杀嫂》、《算粮》、《登殿》、《纺棉花》、《十八扯》、《烈女全传》、《桂香得道》、《空城计》、《乌盆计》等。
中華民国七年（1918年）林黛玉再度賣淫，不過此時年老色衰，而且又吸食鴉片。中華民国十一年（1922年）冬臥床不起。中華民国十三年（1924年）去世。